# Antoni Urban

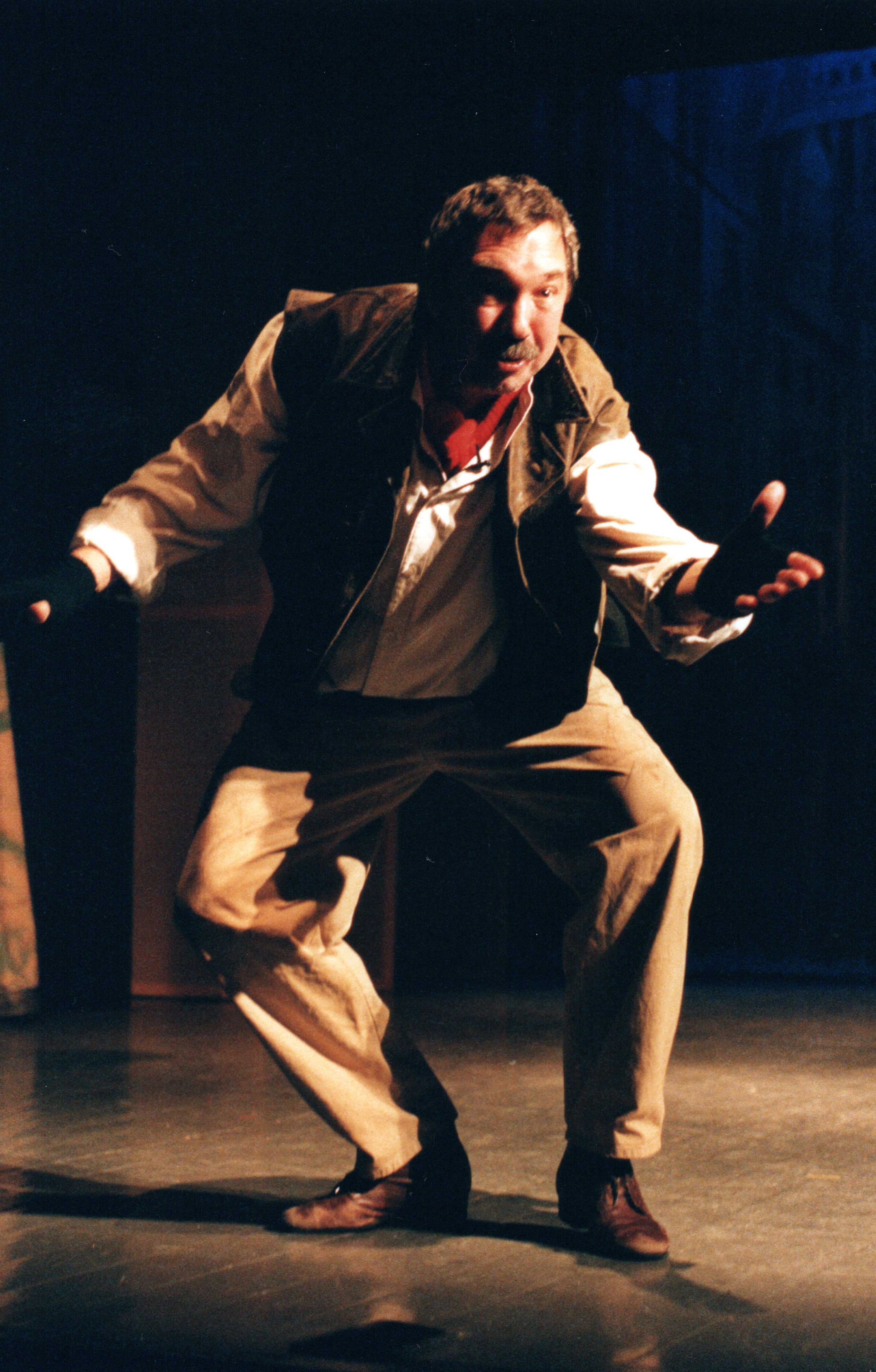
Antoni Urban – Doolittle w My Fair Lady – Teatr Muzyczny w Poznaniu

Antoni Urban (ur. 10 maja 1952 w Tarnowie) – polski aktor-śpiewak, pedagog.

## Życiorys
Jest absolwentem wydziału wokalno-aktorskiego Państwowej Wyższej Szkoły Muzycznej we Wrocławiu. W latach 1977–1979 był solistą Teatru Muzycznego w Słupsku, w latach 1979–2004 etatowym solistą Teatru Muzycznego w Poznaniu, a w latach późniejszych (2004-2017) związany z nim dalszą współpracą. Wraz z zespołem Teatru Muzycznego w Poznaniu występował na wielu scenach w Polsce i za granicą.
Antoni Urban debiutował w 1977 roku w dwóch jednoaktowych komedio-operach W.A. Mozarta: „Dyrektorze Teatru” jako Buff oraz w „Bastien i Bastienne” jako Colas, reżyserowanych przez Ryszarda Peryta na scenie Słupskiego Teatru Muzycznego. Od 1983 roku jest pedagogiem Policealnego Studium Piosenkarskiego im. Czesława Niemena w Zespole Szkół Muzycznych w Poznaniu, odznaczonym medalem KEN. Jest pomysłodawcą i organizatorem (2001–2003) Ogólnopolskiego Festiwalu Piosenki Młodych w Poznaniu. W latach 2009–2015 był dyrektorem artystycznym Ogólnopolskiego Festiwalu Piosenki w Luboniu. Od 2022 roku – jest twórcą i dyrektorem Ogólnopolskiego Festiwalu Piosenki Niemen_Inspiracje w Poznaniu. Jest konsultantem Centrum Edukacji Artystycznej.
Jest autorem wielu podstaw programowych przygotowanych dla szkół artystycznych na zlecenie CEA.

### Życie prywatne
Żona – Czesława Urban, śpiewaczka i aktorka, pedagog śpiewu solowego.

## Role teatralne

### Teatr Muzyczny w Słupsku
- 1977 Dyrektor teatru – W.A. Mozart, postać: Buff reż. Peryt Ryszard
- 1977 Bastien i Bastienne – W.A. Mozart, postać: Colas reż. Peryt Ryszard
- 1977 Operetka – Witold Gombrowicz, postać: Proboszcz reż. Prus Maciej
- 1978 Szelmostwa Skapena – Molière, postać: Karlo reż. Pieńkiewicz Jowita
- 1978 Opera za trzy grosze – Brecht Bertolt, postać: Walter reżyseria: Nyczak Janusz
- 1978 Szłość samojedna – Białoszewski Miron, forma twórczości: role, reżyseria: Major Ryszard
- 1979 Aptekarz – Joseph Haydn, postać: Turek reż. Janusz Wiśniewski

Źródło: Almanach Sceny Polskiej.

### Teatr Muzyczny w Poznaniu
- 1979 Kariera Nikodema Dyzmy wg T. Dołęgi-Mostowicza, postać: Litwinek, Wareda reż. Wojciech Jesionka
- 1979 Polska krew – Oskar Nedbal, postać: Jan Zaremba reż. Słotwiński Józef
- 1979 Pani prezesowa – Hennequin Pierre, postać: La Moulaine reż. Olszewski Henryk
- 1979 Romans z wodewilu – Krzemiński Władysław, postać: Staszek reż. Dzieduszycka Halina
- 1980 Gondolierzy – Gilbert W.S., Sullivan A., postać: Don Alhambra reż. Artemska Beata
- 1980 Fiołek z Montmartre’u – Emmerich Kalman, postać: Leblanc; Wujaszek Francois reż. Henryk Mozer
- 1980 Król włóczęgów – Rudolf Friml, postać: Thibaut reż. Ronczewski Ryszard
- 1981 Wiktoria i jej huzar – Paul Ábrahám, postać: Poerkelty reż. Wiza Andrzej
- 1981 Panna Wodna – Jerzy Lawina-Świętochowski, postać: Bosman reż. Artemska Beata
- 1982 Frasquita – Franciszek Lehar, postać: Aristide Girot reż. Ryszard Zarewicz
- 1982 Magiczny cylinder – Jerzy Wojtkowiak, postać: Sim Salabim reż. Jerzy Wojtkowiak
- 1982 Domek trzech dziewcząt – Franciszek Schubert, postać: Kupelwieser reż. Andrzej Wiza
- 1983 Myszka – Jacek Szczygieł, Henryk Drygalski, postać: Niko reż. Henryk Drygalski
- 1984 Księżniczka czardasza – Emmerich Kálmán, postać: Książę Leopold reż. Golfert Jerzy
- 1984 Księżniczka czardasza – Emmerich Kálmán, postać: Rohnsdorf reż. Golfert Jerzy
- 1984 Noc poślubna – Erick Vivian Tidmarsh, postać: James Hicke reż. Czesław Jarosiewicz
- 1984 Zamek na Czorsztynie – Karol Kurpiński, postać: Mateusz reż. Wiza Andrzej
- 1984 Zamek na Czorsztynie – Karol Kurpiński, postać: Pożoga reż. Wiza Andrzej
- 1985 Zamek na Czorsztynie – Karol Kurpiński, postać: Mateusz (gościnnie) reż. Wiza Andrzej, teatr: Teatr Muzyczny, Szczecin
- 1985 Targ na dziewczęta – Jan Tomaszewski, postać: Szeryf reż. Barbara Fijewska
- 1985 Madame Sans-Gene – Stefan Kisielewski, postać: Neipperg reż. Czosnowska Bogusława
- 1985 Opiekun mojej żony – Feydeau Georges, postać: Caponot reż. Wardejn Zdzisław
- 1986 Czarodziejski pierścień – Lucjan Kaszycki, postać: Von Tulipan reż. Czeski Zbigniew
- 1986 My Fair Lady – Frederick Loewe, postać: Karpathy reż. Bogusława Czosnowska
- 1986 Wesoła wdówka – Franz Lehár, postać: Kromow reż. Kurzewska Jadwiga, Wolff Rajmund
- 1987 Boso, ale w ostrogach – Jan Tomaszewski, postać: Mały reż. Czeski Zbigniew
- 1987 Rinaldo di Campo – Domeniko Modugno, postać: Swędzinos reż. Leon Langer
- 1987 Błękitny zamek – Roman Czubaty, postać: Beniamin reż. Czosnowska Bogusława
- 1987 Błękitny zamek – Roman Czubaty, postać: Doktor Trent reż. Czosnowska Bogusława
- 1988 Wesołego powszedniego dnia – Jerzy Derfel, Wojciech Młynarski, postać: Męszczyzna reż. Wiśniewski Tadeusz
- 1988 Oh, Bel- Ami – Jan Tomaszewski, postać: Hrabia Voudrek reż. Henryka Komorowska
- 1988 Cnotliwa Zuzanna – Jean Gilbert, postać: Dyrektor &quot;Moulin Rouge&quot; reż. Słotwiński Józef
- 1988 Cnotliwa Zuzanna – Jean Gilbert, postać: Aleksy reż. Słotwiński Józef
- 1989 Gigi – Loewe Frederick, postać: Honore Lachaille reż. Kustosik Daniel
- 1989 Me and my girl – Noel Gay, postać: Hethersett reż. Kustosik Daniel
- 1990 Porwanie Sabinek – Julian Tuwim, postać: Paweł Owiczowicz reż.Czosnowska Bogusława
- 1990 Opera za trzy grosze – Bertolt Brecht, postać: Brown reż. Bohdal Jolanta
- 1991 Hiszpańska Mucha – F. Arnold, E. Bach, Adam Gajcar, postać: Burwireż. Kustosik Daniel
- 1991 Hello Dolly – Jerry Herman, postać: Horacy reż. Kustosik Daniel
- 1991 Powróćmy jak za dawnych lat, postać: Starszy pan – solista reż. Kustosik Daniel
- 1991 Dyrektor Teatru – W. A. Mozart, postać: Dyrektor teatru reż. Kustosik Daniel
- 1991 Bal w Savoy’u – Paul Abraham, postać: Archibald reż. Kustosik Daniel
- 1992 Mam’zelle Nitouche – Herve Florimond Ronger, postać: Dyrektor reż. Grudziński Michał
- 1993 Zorba – John Kander, postać: Zorba, Mavrodani reż. Olszewski Henryk
- 1993 Porwanie Pomponiusza – Jasman Jacek, postać: Mścibór reżyseria: Kustosik Daniel
- 1994 Student żebrak – Karl Millöcker, postać: Ollendorf reż. Kustosik Daniel
- 1994 Hrabina Marica – Emmerich Kálmán, postać: Książę Populescu reż.Czosnowska B.
- 1995 Wiktoria i jej huzar – Paul Ábrahám, postać: Bonza reż. Czosnowska Bogusława
- 1996 Księżniczka Czardasza – Kalman Emmerich, postać: Książę Lepold Maria reż. Kustosik D.
- 1997 Zemsta nietoperza – Johann II Strauss, postać: Frank reż. Kustosik Daniel
- 1998 Niezwykła historia dziadka do orzechów – Hoffmann E.T.A., postać: Mistrz Droselmajer reż. Kustosik Daniel
- 1998 Żołnierz Królowej Madagaskaru – Julian Tuwim, postać: Władysław Mącki reż. Jasielski J.
- 1998 Hrabia Luxemburg – Franz Lehár, postać: Książę Rudi Engerling Basil reż. Kustosik Daniel
- 1999 Awantura o Basię – Kornel Makuszyński, postać: Doktor Budzisz reż. Jasielski Józef
- 1999 Wesoła Wdówka – Franz Lehar, postać: Baron Zeta reż. Kustosik Daniel
- 2000 My Fair Lady – Loewe Frederick, postać: Alfred Doolittle reż. Kustosik Daniel
- 2001 Król walca – Strauss Johann, postać: Jan Strauss – ojciec reż. Znaniecki Michał
- 2001 Dziewczynka z zapałkami – Robert Łuczak, postać: Narrator, Kompozytor reż. Janicki Wł.
- 2001 My Fair Lady – Frederic Loewe, postać: Alfred Dooulitle reż. Kustosik Daniel; teatr: Sala Kongresowa PKiN, Warszawa
- 2002 Jedzie Rewizor – Jan Tomaszewski, postać: Wizytator reż. Kustosik Daniel
- 2002 Życie paryskie – Jacques Offenbach, postać: Józef reż. Kustosik Daniel
- 2002 Zemsta Nietoperza – Johann Strauss, postać: Frank reż. Kustosik Daniel; teatr: Sala Kongresowa PKiN, Warszawa
- 2002 Księżniczka czardasza – Kalman Emmerich, postać: Książę Leopold Maria reż. Kustosik Daniel teatr: Sala Kongresowa PKiN, Warszawa
- 2003 Kraina uśmiechu – Franz Lehár, postać: Ferdynand von Lichtenfels reż. Kustosik Daniel
- 2004 Ania z Zielonego Wzgórza – Lucy Maud Montgomery, postać: Mateusz reż. Martini-Madej Monika
- 2004 Hrabina Marica – Emmerich Kálmán, postać: Książę Populescu reż. Kustosik Daniel

Źródło: Almanach Sceny Polskiej.

## Asystent reżysera
- Zamek na Czorsztynie, czyli Szczęśliwy powrót pod husarskim znakiem – Karol Kurpiński reżyseria: Wiza Andrzej teatr: Teatr Muzyczny, Poznań, 1984
- Mam’zelle Nitouche – Herve Florimond Ronger reżyseria: Grudziński Michał teatr: Teatr Muzyczny, Poznań, 1992
- Zorba – John Kander reżyseria: Olszewski Henryk teatr: Teatr Muzyczny, Poznań, 1993
- Student żebrak – Karl Millöcker reżyseria: Kustosik Daniel teatr: Teatr Muzyczny, Poznań 1994

Źródło: Almanach Sceny Polskiej.

## Reżyseria

### Koncerty Finałowe Ogólnopolskiego Festiwalu Piosenki w Luboniu
- 2009 „Dziwny jest ten świat…”
- 2010 „Dziwny jest ten świat w twórczości Agnieszki Osieckiej”
- 2011 „Dziwny jest ten świat w piosenkach lat 60 i 70 XX wieku”
- 2012 „Dziwny jest świat w piosenkach 80 i 90 lat”
- 2013 „Dziwny jest świat w piosenkach XXI wieku”
- 2014 „Lata dwudzieste… lata trzydzieste”
- 2015 „W melancholię zaplątani…” – utwory z repertuaru Marka Grechuty i Jonasza Kofty

Źródło: Festiwal Polskiej Piosenki im. Janusza Kondratowicza.

### Wybrane pokazy sceniczne Policealnego Studium Piosenkarskiego im. Czesława Niemena w Poznaniu
- 2005 „Bastien i Bastienne” – W.A. Mozart
- 2018 „Opera za trzy grosze” (fragmenty) – B. Brecht, K. Weill
- 2019 „Tramwaj polski” – na podstawie piosenek Agnieszki Osieckiej
- 2021 „C.K. Norwid – Rapsod” – na podstawie twórczości C.K. Norwida

Źródło: Policealne Studium Piosenkarskie im. Czesława Niemena w Poznaniu.